# ضفادع حقيقية
العدموليات أو الضفادع الحقيقية أو الضفادع المشاطئة (الاسم العلمي: Ranidae) (بالإنجليزية: True frogs) أو (بالإنجليزية: Riparian frogs) هي فصيلة من البرمائيات تتبع رتبة البتراوات من طائفة البرمائيات. تتسم بانتشارها على أوسع نطاق من أي فصيلة ضفادع أخرى. وتنتشر بكثرة في معظم أنحاء العالم وموجودة في معظم القارات باستثناء الأنتاركتيكا. وتوجد الضفادع الحقيقية في أمريكا الشمالية وشمال أمريكا الجنوبية وأوروبا وآسيا ومدغشقر وأفريقيا ومن جزر الهند الشرقية إلى غينيا الجديدة؛ ويقتصر وجود الأنواع المستوطنة في أستراليا - ضفدع الخشب الأسترالي (Hylarana daemelii) على أقصى الشمال.
عادةً ما تكون الضفادع الحقيقية ذات جلد أملس ورطب وسيقانها طويلة وقوية وأقدامها مكففة إلى حدٍ كبير. وتتباين أحجام الضفادع الحقيقية للغاية، حيث تتراوح من الأحجام الصغيرة، مثل ضفدع الخشب (Rana sylvatica) إلى أكبر ضفدع في العالم، ضفدع جولياث (Conraua goliath).
تتميز العديد من الضفادع الحقيقية بأنها مائية أو تعيش بالقرب من الماء. وتضع معظم الأنواع بيضها في الماء ويمر البيض بمرحلة الشرغوف (فرخ الضفدع). ولكن مثلما يحدث مع معظم فصائل الضفادع، فإن هناك اختلافًا كبيرًا في الموطن داخل الفصيلة. وتكون الضفادع من جنس تومبوتيرنا (Tomopterna) هي ضفادع ناقبة موطنها الأصلي إفريقيا وتتسم بمعظم الخصائص الشائعة في الضفادع الناقبة حول العالم. وتوجد أيضًا أنواع شجرية من الضفادع الحقيقية وتتضمن الفصيلة بعض من البرمائيات القليلة جدًا التي يمكنها العيش في الماء المسوس.

## أجناس
تضم فصيلة الضفادع الحقيقية 362 نوعاً موزعة على عدة أجناس:
- ضفدع حقيقي (الاسم العلمي: ضفدع حقيقي)
- ضفدع الشلال (الاسم العلمي: ضفدع الشلال)
- ضفدع بابينا (الاسم العلمي: Babina)
- ضفدع منحدر الرسغ (الاسم العلمي: Clinotarsus)
- ضفدع غدي (الاسم العلمي: Glandirana)
- ضفدع هويا (الاسم العلمي: طيور الهويا)
- ضفدع الكتف (الاسم العلمي: Humerana)
- ضفدع ذهبي الظهر (الاسم العلمي: Hylarana)
- ضفدع الماء الأمريكي (الاسم العلمي: Lithobates)
- ضفدع بورنيوني (الاسم العلمي: Meristogenys)
- ضفدع طويل الخطم (الاسم العلمي: Odorrana)
- ضفدع أخضر (الاسم العلمي: ضفدع الماء)
- ضفدع زائف (الاسم العلمي: ضفدع وينينغ مثلم الأصابع)
- ضفدع طائر (الاسم العلمي: Pterorana)
- ضفدع دموي (الاسم العلمي: Sanguirana)
- ضفدع أخطل (الاسم العلمي: Staurois)

## النظاميات
ما زالت التقسيمات الفرعية لفصيلة الضفدعيات أمرًا مثيرًا للجدل، بالرغم من اقتراب التوصل لاتفاق بشأن العديد منها. ويعتقد معظم المؤلفين أن الفصيلة الفرعية البتروبيديتيناي (Petropedetinae) هي في الواقع فصيلة مستقلة تسمى البتروبيديتيداي (Petropedetidae). وبالمثل، فإن مدى صحة الفصيلة الفرعية الكاكوستيرنيناي (Cacosterninae) أمر مثير للجدل؛ فغالبًا ما يتم دمجها مع الفصيلة الفرعية «البتروبيديتينات»، ولكن عندما يتم اعتبارها فصيلة مستقلة، فكثيرًا ما تحظى الفصيلة الفرعية «الكاكوستيرنيناي» هي الأخرى باستقلالها كتحت نوع أيضًا، وفي بعض الأحيان تنفصل تمامًا. ومع ذلك، فإن هناك اتفاق عام في الوقت الحاضر على أن المانتيليداي (Mantellidae)، التي كانت تُعتبر سابقًا فصيلة فرعية أخرى من الضفادع، تشكل فصيلة مستقلة. وقد ظهر اتجاه مؤخرًا إلى فصل الضفادع ذات اللسان المتشعب باعتبارها فصيلة ديكروجلوسيداي (Dicroglossidae) مرة أخرى.
هذا بالإضافة إلى أن إعادة تحديد العديد من الأجناس ومدى صحتها بحاجة إلى المزيد من الأبحاث (بالرغم من أن السنوات الماضية شهدت الكثير من التقدم في هذا الشأن). بعبارة أخرى، تتطلب كيفية إجراء أفضل تقسيم للجنس رانا (Rana) المزيد من الدراسة. وبينما تقسيم العديد من الأجناس - مثل بيلوفيلاكس (Pelophylax) - مسألة غير مُتنازع عليها إلى حدٍ ما، فإن الضفدع الثور الأمريكي الذي تم تقسيمه سابقًا إلى ليثوباتيس (Lithobates) ومجموعات، مثل بابينا (Babina) أو نيدريانا (Nidirana)تمثل حالات مثيرة للمزيد من الجدل.
بينما خضع عدد قليل جدًا من أنواع الضفادع الحقيقية المتنوعة للغاية لدراسات حديثة للتوصل إلى شيء مؤكد بشأنها، فإن الدراسات التي بدأت في منتصف عام 2008 ما زالت مستمرة وتم تحديد العديد من السلالات.
- الأجناس مثل نيكتيباتراشوس (Nyctibatrachus) وستوروس (Staurois) والمعضلة حول يوفليتكس (Euphlyctis) وهوبلوباتراتشوس (Hoplobatrachus) ونانوفريس (Nannophrys) وكروي الغلاف (Sphaerotheca) وشبه العرق فيجرفاريا (Fejervarya) ربما تكون شُعب قديمة جدًا من السلالة الرئيسية الضفدعيات (Raninae).
- أمولوبس (Amolops) تم إعادة تحديدها عمومًا على أنها مجموعة أحادية العرق.
- أودورانا (Odorrana) ورانا (Rana) إلى جانب بعض الأجناس الثانوية المقترحة (التي ربما ينبغي تضمينها في المجموعة الأخيرة) تشكل مجموعة أخرى.
- مجموعة تتضمن كلينوتارسوس (Clinotarsus) وهويا (Huia) بالمفهوم الحرفي ومريستوجينيس (Meristogenys)
- مجموعة غير محددة تتكون من بابينا (Babina) وجلانديرانا (Glandirana) وهيلارانا (Hylarana) وبولشرانا (Pulchrana) وسانغويرانا (Sanguirana) وسيلفيرانا (Sylvirana)، بالإضافة إلى هيدروفيلاكس (Hydrophylax) وبيلوفيلاكس (Pelophylax) التي ربما لا تكون أحادية العرق. ويتم التعامل مع معظم هذه المجموعات الآن على أنها مرادفات جديدة لجنس هيلارانا.[13]

## الأسر
الأسر أو الفصائل الفرعية المضمنة في فصيلة الضفادع الحقيقية هي التالية. ويتم التعامل مع بعضها في بعض الأحيان على أنها فصائل مستقلة:
- سيراتوباتراشيناي (Ceratobatrachinae) (ماليزيا، الفلبين، بورنيو، بابوا غينيا الجديدة، أرخبيل بسمارك)
- كونراويناي (Conrauinae) (إفريقيا)
- ديكروجلوسيناي (Dicroglossinae)
- مكريكساليناي (Micrixalinae) (الهند)
- نيكتيباتراشيناي (Nyctibatrachinae) (غاتس الغربية، الهند؛ سريلانكا)
- بتروبيديتيناي (Petropedetinae) (إفريقيا)
- بتيشادينيناي (Ptychadeninae) (إفريقيا في الأساس)
- الضفدعيات (Raninae) (عالمية باستثناء معظم أستراليا وجنوب أمريكا الجنوبية)
- رانيكساليناي (Ranixalinae) (الهند)

### الأجناس
- أفرانا (Afrana)

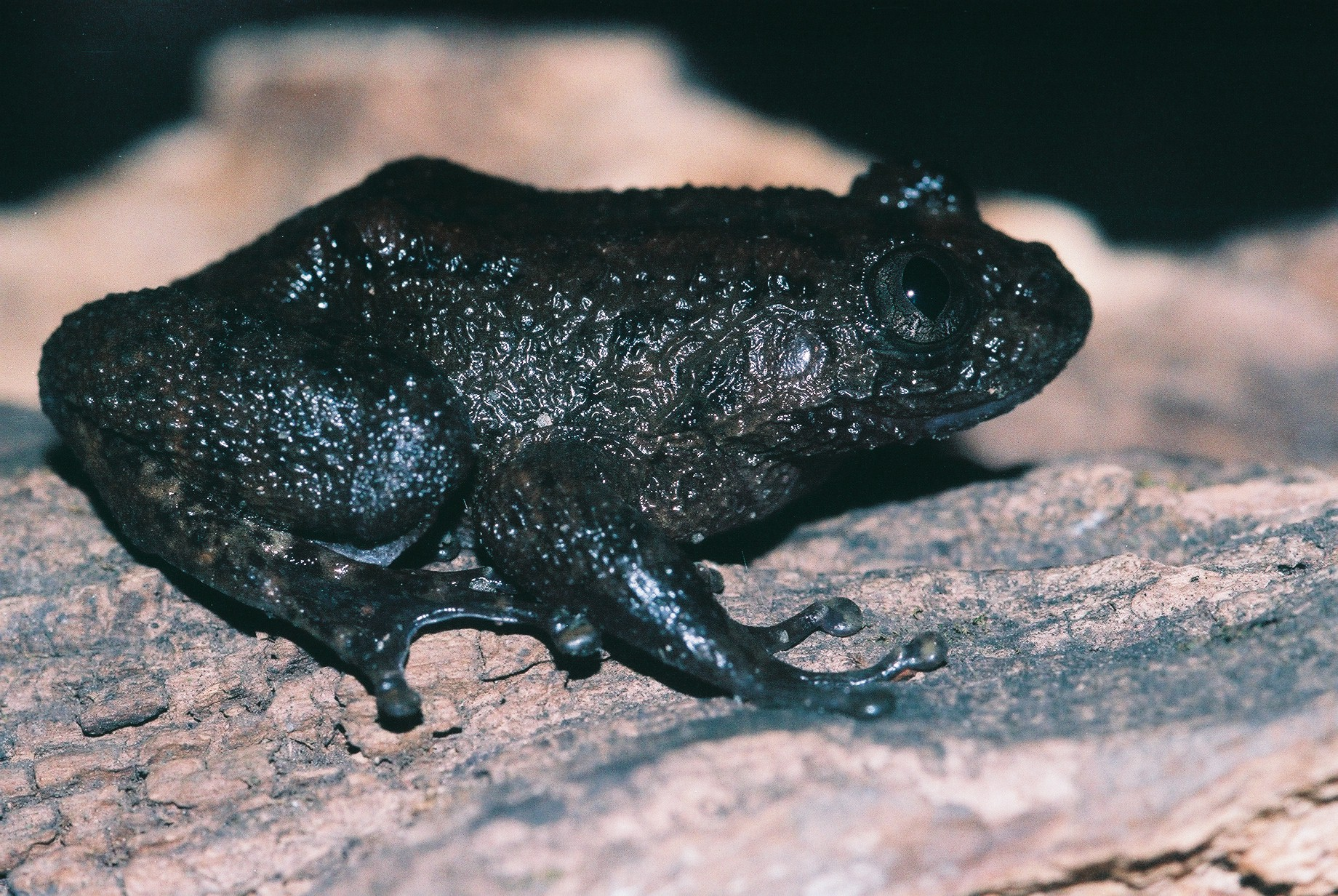
جنس نيكتيباتراشوس غير محدد من محمية الحياة البرية في فاناساد (Phanasad Wildlife Sanctuary)، ماهاراشترا: عضو من سلالة الضفادع الحقيقية القديمة

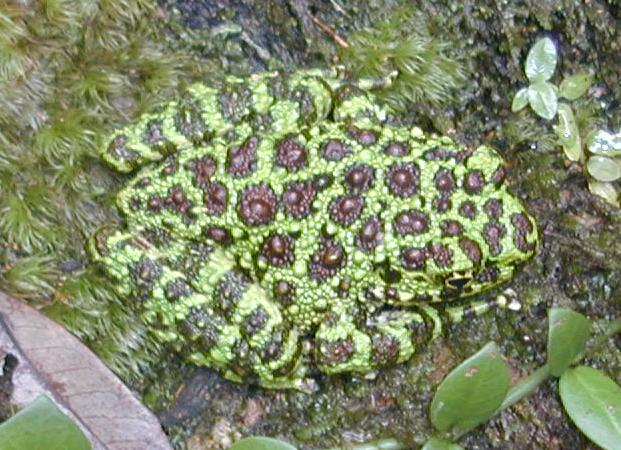
ضفدع إيشيكاوا (Odorrana ishikawae)، كان سابقًا ضمن جنس رانا الذي يتضمن الآن فرعًا مرتبطًا ارتباطًا وثيقًا

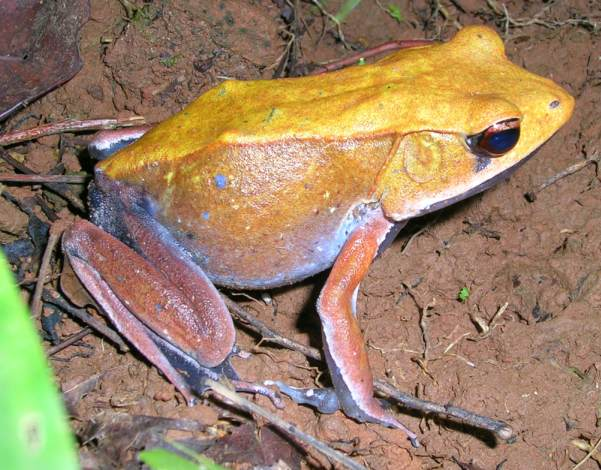
ضفدع ثنائي اللون (Clinotarsus curtipes)، مرتبط بمجموعتي مريستوجينيس وهويا الأصليتين.
كان سابقًا أيضًا ضمن جنس رانا، ولكنه مستقل تمامًا

- ألوبا (Allopaa) أولر ودوبوا (Ohler & Dubois)، عام 2006
- أميشيا (Amietia)
- أمولوبس (Amolops)
- أنهيدروبرين (Anhydrophryne)
- أرثروليبتيلا (Arthroleptella)
- أرثروليبتيديس (Arthroleptides)
- أوبريا (Aubria)
- بابينا (Babina) (يُدرج أحيانًا ضمن جنس رانا)
- باتراشيلوديس (Batrachylodes)
- كاكوستيرنوم (Cacosternum)
- سيراتوباتراشوس (Ceratobatrachus)
- شابرانا (Chaparana)
- كريسوبا (Chrysopaa) أولر ودوبوا (Ohler & Dubois)، عام 2006
- كلينوتارسوس (Clinotarsus) ميفارت (Mivart) عام 1969 (سابقًا ضمن جنس رانا، يتضمن ناسيرانا (Nasirana))
- كونراوا (Conraua)
- ديمورفوجناثوس (Dimorphognathus)
- ديسكوديليس (Discodeles)
- إيريكاباتراشوس (Ericabatrachus)
- يوفليتكس (Euphlyctis)
- فيجرفاريا (سابقًا ضمن جنس رانا، شبه العرق)
- فاجايمان (Fagayman)
- جلانديرانا (Glandirana) (سابقًا ضمن جنس رانا)
- هيلديبراندشيا (Hildebrandtia)
- هوبلوباتراتشوس (Hoplobatrachus)
- هويا (متعدد العرق)
- هيلارانا (Hylarana) تشودي (Tschudi) عام 1838 (سابقًا ضمن جنس رانا)
- إنديرانا (Indirana)
- إنجيرانا (Ingerana)
- لانكانيكتيس (Lankanectes)
- لانزارانا (Lanzarana)
- ليمنونيكتس (Limnonectes)
- مريستوجينيس (Meristogenys) (ربما ينتمي إلى جنس هويا)
- ميكريسالوس (Micrixalus)
- ميكروباتراشيلا (Microbatrachella)
- منيرفاريا (Minervarya)
- نانوفريس (Nannophrys)
- نانورانا (Nanorana)
- ناتالوباتراشوس (Natalobatrachus)
- نوثوفرين (Nothophryne)
- نيكتيباتراشوس (Nyctibatrachus)
- أوسيدوزيجا (Occidozyga)
- أودورانا (Odorrana) (سابقًا ضمن جنس رانا)
- با (Paa)
- بالماتورابيا (Palmatorappia)
- بيلوفيلاكس (Pelophylax) فيتزنجر (Fitzinger) عام 1843 (سابقًا ضمن جنس رانا، ربما شبه عرق)
- بيتروبيديتيس (Petropedetes)
- فرينوباتراشوس (Phrynobatrachus)
- فرينودون (Phrynodon)
- بلاتيمانتيس (Platymantis)
- سودو أمولوبوس (Pseudoamolops)
- بوينتونيا (Poyntonia)
- تيرورانا (Pterorana)
- بيكادينا (Ptychadena)
- بيكسيسيفالوس (Pyxicephalus)
- رانا (Rana)
- سانغويرانا (Sanguirana) (سابقًا ضمن جنس رانا)
- كروي الغلاف (Sphaerotheca)
- ستوروس (Staurois)
- سترونجيلوبوس (Strongylopus)
- تومبوتيرنا (Tomopterna)

## وصلات خارجية
- [<a href="http://www.amphibia.my/page.php?pageid=Browse%20Species%20Guide&family=Ranidae%20(True%20Frogs)">http://www.amphibia.my/page.php?pageid=Browse%20Species%20Guide&family=Ranidae%20(True%20Frogs)</a> Amphibian and Frogs of Peninsular Malaysia - Family Ranidae]